# Железнодорожное муниципальное образование (Усть-Илимский район)
Железнодорожное муниципальное образование — муниципальное образование наделённое статусом городского поселения в
Усть-Илимском районе Иркутской области России. Административный центр — поселок городского типа Железнодорожный.

## Демография
По результатам Всероссийской переписи населения 2010 года
численность населения муниципального образования составила 7032 человека, в том числе 3381 мужчина и 3651 женщина.

## Населенные пункты
В состав муниципального образования входят населенные пункты
- Железнодорожный